# دمشقي (رواية)
دمشقي رواية للكاتبة الفلسطينية سعاد العامري صدرت باللغة الإنجليزية سنة 2016 وترجمها عماد الأحمد سنة 2019 عن دار النشر المتوسط في 286 صفحة. تأتي الرواية ضمن مشروع "الأدب أقوى" الذي أطلقته الدار لإصدار طبعة فلسطينية لعدد من كتبها. تتناول الرواية مواضيع التحولات التي عرفتها مجموعة من العائلات الدمشقية في النصف الأول من القرن العشرين نتيجة الأحداث الكبرى التي شهدتها المنطقة وتأثيرها على شخصيات الرواية.

## نبذة
في رواية دمشقي، تسرد الكاتبة قصة بسيمة، الفتاة الفلسطينية التي تنتقل إلى دمشق مع زوجها نعمان البارودي، وتستعرض التحولات التي طرأت على عائلة البارودي ودمشق في القرن العشرين. الرواية تجمع بين الشخصي والتاريخي، حيث تتشابك الأحداث العائلية مع مفاصل تاريخية مهمة، وتُصور المدينة بكل تفاصيلها كجزء من مصير الشخصيات. من خلال ذلك، تعيد العامري تعريف العلاقة بين التوثيق والخيال.

## الشخصيات
1. جدّو نعمان: هو الجد الذي ينتمي إلى عائلة البارودي الدمشقية، وتعد شخصيته محورية في الرواية. يتم تصويره كشخصية تقليدية من دمشق القديمة، حيث يعكس نمط الحياة الأرستقراطية في تلك الحقبة.
2. تيتة بسيمة: هي الزوجة الفلسطينية لجدّو نعمان، وهي تنحدر من عائلة عبد الهادي الفلسطينية. ويُرسم من خلالها التفاعل بين العائلات الدمشقية والفلسطينية في بداية القرن العشرين.
3. نورما: هي الشخصية التي تم تهريبها رضيعة من القدس إلى دمشق، وهي تعتبر واحدة من الشخصيات المركزية في الرواية.
4. غالية: هي خادمة أفريقية اختُطفت وبيعت في سوق العبيد قبل إلغاء العبودية. تم تقديمها كهدية زفاف لجدّو نعمان من أخته المقيمة في جدة. حياتها تمثل معاناة العبيد في تلك الحقبة، وتحمل رمزية كبيرة في الرواية.
5. مريم: هي فتاة حورانية تم تزويجها قسراً في سن العاشرة، وتُظهر الرواية من خلال شخصيتها الصعوبات التي تواجهها النساء في تلك الحقبة الاجتماعية.

تتداخل هذه الشخصيات مع الأحداث التاريخية والاجتماعية للرواية، مما يعكس واقع دمشق وفلسطين في تلك الفترات الزمنية. وتُظهر الشخصيات المتنوعة تعاطف الروائية مع المقهورين والمظلومين، وتتناول قضايا مثل العبودية والزواج القسري، مما يضيف عمقاً إنسانياً للرواية.